# 主の記念式
イエスの死の記念式（イエスのしのきねんしき）とは、エホバの証人が年に1回行うイエス・キリストの死を感謝し、記念して行なう式典。主の晩餐（しゅのばんさん）とも呼ばれるが、聖餐式とは異なり、秘跡ではない。
ユダヤ暦ニサン月14日の日没後（ユダヤ人の一日は日没後に始まったため）に行われる。この日はユダヤ教の過ぎ越しに当たるが、今日ユダヤ人は過ぎ越しをニサン14日の週の土曜日に行うため、両者の日付は異なることがある。毎年、春分に一番近い新月の日がニサンの月の始まりであり、その14日後に行われる。

## 定義
ものみの塔聖書冊子協会発行の書籍によれば、主の記念式とはイエス・キリストの死を記念する食事のことであり、イエス・キリストが自分の弟子たちに記念として行なうよう命令した唯一の行事である。これはまた、主の夕食あるいは主の晩餐としても知られている。
取り決めに従い1世紀から全く変わること無く忠実に誠実に毎年､執り行われ続けている行事である｡

## 準備
- 信者が事前に無酵母パンとブドウ100％で無添加の赤ワインを準備する[注釈 2]。
- 無酵母パンは、少量の全粒粉（通常は小麦粉）に少量の水だけを加え、練った粉を薄く延ばして、油を少量塗った鉄板の上で焼いて作る[8]。
- 近年、この式典の2･3週間前から、招待用のパンフレットを配布する活動が行われる。

## 会場
主に王国会館が用いられるが、一つの王国会館が複数（3会衆以上）の会衆で用いている場合、同じ日の日没後に行わなければならないという性質上、一つの王国会館（1軒の建物で2館ある場合は、最大4会衆で行うことも可能。）で行うことは難しいため、公共施設を借りて行われることがある。ただし、二つの会衆しかない場合は、前後半入れ替え（1会衆の場合は、1回で終わり）で行なわれる。入場は無料である。
なお2020年・2021年の記念式は、新型コロナウイルス感染症の流行に伴い、Zoomを用いるか、公式サイト（JW.org）より配信された特別なビデオを視聴する形で各家庭で行われた。
2022年は各国で試行された後に会場において直に集まる事が出来るようになった｡新型コロナウイルス感染症対策を取り制限された人数が参加出来るようになる｡Zoomによる参加も可能となっている。Zoomによる参加には入り方を教えてもらう必要がある｡方法は連絡先の公開された会館か成員に尋ねる事。

## 表象物の意義
表象物とは、イエスの死を記念するパンとぶどう酒であり、キリストの体を表している。
祈りによってパンとぶどう酒がキリストの体（実体）に奇跡的に聖変化するという『化体説』をエホバの証人はとらない。また、ルター派以外のプロテスタント諸派でとられている『象徴説』とは、意味合いが微妙に異なる。
パン
イースト菌を用いていない無酵母パン。酵母（パン種）は腐敗、つまり罪を表していたので、イエス･キリストの罪のない完全な体を表す。
ぶどう酒
何の混ぜ物もない、ブドウ100%の赤ワイン。罪のない神の独り子としての役割を果たし苦悶の死を遂げた時に流された血を表している。これは、イエス・キリストと天へ行く希望を持った油そそがれたクリスチャンとの「新しい契約」を表す。また、イエス･キリストの血による罪の許しをも表す。

## 式典内容
1. 参加者全員で賛美の歌を唄い、司会者による神エホバ（ヤハウェ）への祈りで開会する。
2. 司会者が式の意義について話す。おもにイエス・キリストの血が人類の救いにどのような影響を及ぼすかの説明が行われる。
3. 次に、表象物である、パンに関する説明がなされる。
4. 司会者がパンについて神エホバに祈る[12]。
5. 会場の全ての人にパンが回される。死後に天界に復活するとされる油そそがれた者[注釈 3]と呼ばれる参加者はパンを食べることができる[13]。油そそがれた者は14万4000人いるとされており、それ以外の参加者は[注釈 4]パンを食べずに皿を隣の人に回す。
6. 次に、表象物である、ぶどう酒に関する説明がなされる。
7. 司会者がぶどう酒について神エホバに祈る[14]。
8. 会場の全ての人にぶどう酒が回される。この時、油そそがれた者はぶどう酒を飲むことができる[13]。それ以外の参加者はぶどう酒を飲まずに隣の人に回す。
9. 司会者がこの式典が今後の生活に与える意味を説明する。
10. 参加者全員で賛美の歌を唄い、司会者による神エホバへの祈りで閉会する。

## 日付
| ユダヤ暦 | グレゴリオ暦 | エホバの証人 主の記念式 (ニサン14日前夜) | 現代ユダヤ暦 ペサハ前夜 (ニサン15日前夜) | 両者の差 |
| -------- | ------------ | ---------------------------------------- | ---------------------------------------- | -------- |
| 5710     | 1950年       | 4月1日                                   | 4月1日                                   | 0        |
| 5711     | 1951年       | 3月23日                                  | 4月20日                                  | 28       |
| 5712     | 1952年       | 4月10日                                  | 4月9日                                   | -1       |
| 5713     | 1953年       | 3月30日                                  | 3月30日                                  | 0        |
| 5714     | 1954年       | 4月17日                                  | 4月17日                                  | 0        |
| 5715     | 1955年       | 4月7日                                   | 4月6日                                   | -1       |
| 5716     | 1956年       | 3月26日                                  | 3月26日                                  | 0        |
| 5717     | 1957年       | 4月14日                                  | 4月15日                                  | 1        |
| 5718     | 1958年       | 4月3日                                   | 4月4日                                   | 1        |
| 5719     | 1959年       | 3月23日                                  | 4月22日                                  | 30       |
| 5720     | 1960年       | 4月10日                                  | 4月11日                                  | 1        |
| 5721     | 1961年       | 3月30日                                  | 3月31日                                  | 1        |
| 5722     | 1962年       | 4月17日                                  | 4月18日                                  | 1        |
| 5723     | 1963年       | 4月8日                                   | 4月8日                                   | 0        |
| 5724     | 1964年       | 3月28日                                  | 3月27日                                  | -1       |
| 5725     | 1965年       | 4月16日                                  | 4月16日                                  | 0        |
| 5726     | 1966年       | 4月5日                                   | 4月4日                                   | -1       |
| 5727     | 1967年       | 3月25日                                  | 4月24日                                  | 30       |
| 5728     | 1968年       | 4月12日                                  | 4月12日                                  | 0        |
| 5729     | 1969年       | 4月1日                                   | 4月2日                                   | 1        |
| 5730     | 1970年       | 3月22日                                  | 4月20日                                  | 29       |
| 5731     | 1971年       | 4月9日                                   | 4月9日                                   | 0        |
| 5732     | 1972年       | 3月29日                                  | 3月29日                                  | 0        |
| 5733     | 1973年       | 4月17日                                  | 4月16日                                  | -1       |
| 5734     | 1974年       | 4月7日                                   | 4月6日                                   | -1       |
| 5735     | 1975年       | 3月27日                                  | 3月26日                                  | -1       |
| 5736     | 1976年       | 4月14日                                  | 4月14日                                  | 0        |
| 5737     | 1977年       | 4月3日                                   | 4月2日                                   | -1       |
| 5738     | 1978年       | 3月23日                                  | 4月21日                                  | 29       |
| 5739     | 1979年       | 4月11日                                  | 4月11日                                  | 0        |
| 5740     | 1980年       | 3月31日                                  | 3月31日                                  | 0        |
| 5741     | 1981年       | 4月19日                                  | 4月18日                                  | -1       |
| 5742     | 1982年       | 4月8日                                   | 4月7日                                   | -1       |
| 5743     | 1983年       | 3月29日                                  | 3月28日                                  | -1       |
| 5744     | 1984年       | 4月15日                                  | 4月16日                                  | 1        |
| 5745     | 1985年       | 4月4日                                   | 4月5日                                   | 1        |
| 5746     | 1986年       | 3月24日                                  | 4月23日                                  | 30       |
| 5747     | 1987年       | 4月12日                                  | 4月13日                                  | 1        |
| 5748     | 1988年       | 4月1日                                   | 4月1日                                   | 0        |
| 5749     | 1989年       | 3月22日                                  | 4月19日                                  | 28       |
| 5750     | 1990年       | 4月10日                                  | 4月9日                                   | -1       |
| 5751     | 1991年       | 3月30日                                  | 3月29日                                  | -1       |
| 5752     | 1992年       | 4月17日                                  | 4月17日                                  | 0        |
| 5753     | 1993年       | 4月6日                                   | 4月5日                                   | -1       |
| 5754     | 1994年       | 3月26日                                  | 3月26日                                  | 0        |
| 5755     | 1995年       | 4月14日                                  | 4月14日                                  | 0        |
| 5756     | 1996年       | 4月2日                                   | 4月3日                                   | 1        |
| 5757     | 1997年       | 3月23日                                  | 4月21日                                  | 29       |
| 5758     | 1998年       | 4月11日                                  | 4月10日                                  | -1       |
| 5759     | 1999年       | 4月1日                                   | 3月31日                                  | -1       |
| 5760     | 2000年       | 4月19日                                  | 4月19日                                  | 0        |
| 5761     | 2001年       | 4月8日                                   | 4月7日                                   | -1       |
| 5762     | 2002年       | 3月28日                                  | 3月27日                                  | -1       |
| 5763     | 2003年       | 4月16日                                  | 4月16日                                  | 0        |
| 5764     | 2004年       | 4月4日                                   | 4月5日                                   | 1        |
| 5765     | 2005年       | 3月24日                                  | 4月23日                                  | 30       |
| 5766     | 2006年       | 4月12日                                  | 4月12日                                  | 0        |
| 5767     | 2007年       | 4月2日                                   | 4月2日                                   | 0        |
| 5768     | 2008年       | 3月22日                                  | 4月19日                                  | 28       |
| 5769     | 2009年       | 4月9日                                   | 4月8日                                   | -1       |
| 5770     | 2010年       | 3月30日                                  | 3月29日                                  | -1       |
| 5771     | 2011年       | 4月17日                                  | 4月18日                                  | 1        |
| 5772     | 2012年       | 4月5日                                   | 4月6日                                   | 1        |
| 5773     | 2013年       | 3月26日                                  | 3月25日                                  | -1       |
| 5774     | 2014年       | 4月14日                                  | 4月14日                                  | 0        |
| 5775     | 2015年       | 4月3日                                   | 4月3日                                   | 0        |
| 5776     | 2016年       | 3月23日                                  | 4月22日                                  | 30       |
| 5777     | 2017年       | 4月11日                                  | 4月10日                                  | -1       |
| 5778     | 2018年       | 3月31日                                  | 3月30日                                  | -1       |
| 5779     | 2019年       | 4月19日                                  | 4月19日                                  | 0        |
| 5780     | 2020年       | 4月7日                                   | 4月8日                                   | 1        |
| 5781     | 2021年       | 3月27日                                  | 3月17日                                  | -10      |
| 5782     | 2022年       | 4月15日                                  | 4月15日                                  | 0        |
| 5783     | 2023年       | 4月4日                                   | 4月5日                                   | 1        |
| 5784     | 2024年       | 4月21日                                  | 4月22日                                  | 1        |
| 5785     | 2025年       | 4月12日                                  | 4月12日                                  | 0        |
| 5786     | 2026年       | 4月2日                                   | 4月1日                                   | -1       |
| 5787     | 2027年       | 3月22日                                  | 3月22日                                  | 0        |